# Brevet de technicien supérieur - Tourisme
 (janvier 2016).
Le brevet de technicien supérieur en tourisme est une formation de l'enseignement supérieur français donnant accès aux métiers du tourisme. Cette formation a été mise en place en 2012 pour remplacer les BTS en vigueur concernant le Tourisme. Elle a été rénovée par arrêté, en date du 5 mars 2019. 
La réforme de 2019 n'a pas modifié fondamentalement les enseignements qui sont restés globalement inchangés si ce n'est une nouvelle répartition par blocs de compétences. Trois de ces derniers concernent des matières "professionnelles", comme : 
- la gestion de la relation clientèle touristique,
- l' élaboration d'une prestation touristique,
- la gestion de l'information touristique

Les autres blocs de compétence sont :
- la culture générale et l'expression (écrite et orale),
- la communication en 2 langues vivantes étrangères (dont l'anglais, obligatoire).

La principale nouveauté de cette rénovation de diplôme est une épreuve orale, à l'examen, centrée sur la vente de produit touristique avec l'utilisation d'un GDS (Global Distribution System) : une technologie professionnelle utilisée pour la gestion de voyages en ligne. C'est une épreuve inspirée de l'ancien BTS VPT, au début du siècle. Le BTS version 2012 était centré sur l'accueil ; celui version 2019 est centré sur la vente en agence de voyages. C'est du reste ce qu'indiquent les deux emplois référencés comme étant "de primo-insertion" (voir ci-dessous).

## Débouchés professionnels
Les études sociologiques montrent que les emplois occupés par les jeunes titulaires d'un BTS Tourisme sont concentrés sur 5 ou 6 types de postes, dans le secteur du tourisme et de l'hôtellerie, dans lequel ils sont particulièrement compétitifs. Ils subissent néanmoins un déclassement.

### Cœur de cible
Le poste de conseiller voyages. Ce professionnel assure les opérations courantes de conseil, de vente, de réservation des services et des produits afférant au voyage. Il saisit et concrétise les demandes sur logiciel spécifique et peut assurer les opérations administratives et comptables courantes.
Le forfaitiste constitue un second emploi d’entrée. Il confectionne des voyages à forfait, établit le devis du voyage et rédige le programme à l'aide des outils informatiques en usage dans l'entreprise. Il peut en outre concevoir et mettre au point des circuits et séjours simples destinés à être vendus sur catalogue ou répondant à des demandes spécifiques.

## La poursuite d'études
Le BTS est conçu, à l'origine, pour permettre une insertion directe dans la vie active. Cependant, de nombreux étudiants poursuivent leurs études :
- Licence professionnelle liée au secteur du tourisme  
  - Patrimoine et médiation culturelle,
  - Guide-conférencier,
  - Écotourisme,
  - Commerce, marketing… ;
- Les programmes intéressant le secteur touristique sont détaillés sur le site internet de la Fédération Française des Techniciens supérieurs du Tourisme. Cette association regroupe des étudiants ayant réussi à un diplôme du tourisme, quel qu'il soit.
- Les étudiants poursuivant leurs études sont particulièrement destinés à participer au programme européen Erasmus, du fait de leur intérêt pour les voyages et la pratique des langues étrangères.